# TV 만화주제가
TV 만화주제가는 세원음반에서 출시한 카세트테이프이다. 유튜브에서 유성가면 채널의 동영상 시청할 예정이다.

## 곡 목록
시청할 예정은 굵은 글씨 표시

### 1집
1. 슈퍼전사 그랑죠
2. 미래용사 볼트론
3. 펭킹 라이킹
4. 축구왕 슛돌이
5. 붕붕붕 꿈돌이
6. 불라불라 세계여행
7. 털보아저씨와 꾸러기들
8. 꿈돌이
9. 기동전사 건담
10. 나디아의 꿈
11. 나디아
12. 썬더볼 로빈
13. 슈퍼 해로인 밍키
14. 슛을 날리자
15. 이사만루
16. 오즈의 마술사
17. 톰과 제리
18. 딸기공주
19. 딩키다이즈
20. 싸이버 포뮤라

### 2집
1. 전설의 용사 다간
2. 스파이더맨
3. 앤지의 노래
4. 집없는 소녀 펠리네
5. 행복 찾는 펠리네
6. 루루아가씨
7. 동물의 왕
8. 이겨라 정의의 용사 스파이더맨
9. 아기 다람쥐
10. 숲속의 재키
11. 딱따구리
12. 지구특공대
13. 배너의 모험
14. 개구장이 죠디
15. 우주전함 코메트
16. 사파이어 왕자
17. 쵸피와 공주
18. 방울소리
19. 용감한 소년 빼빼로
20. 죨리

## 시청 목록
| 집  | 면  | 제목                           | 시간 |
| --- | --- | ------------------------------ | ---- |
| 1집 | A면 | 슈퍼전사 그랑죠 ~ 나디아의 꿈  | ?분  |
| 1집 | B면 | 나디아 ~ 싸이버 포뮤라         | ?분  |
| 2집 | A면 | 전설의 용사 다간 ~ 숲속의 재키 | ?분  |
| 2집 | B면 | 딱따구리 ~ 죨리                | ?분  |

## 스태프
- 기획,발행:세원음반